# Văn minh Hoàng Hà

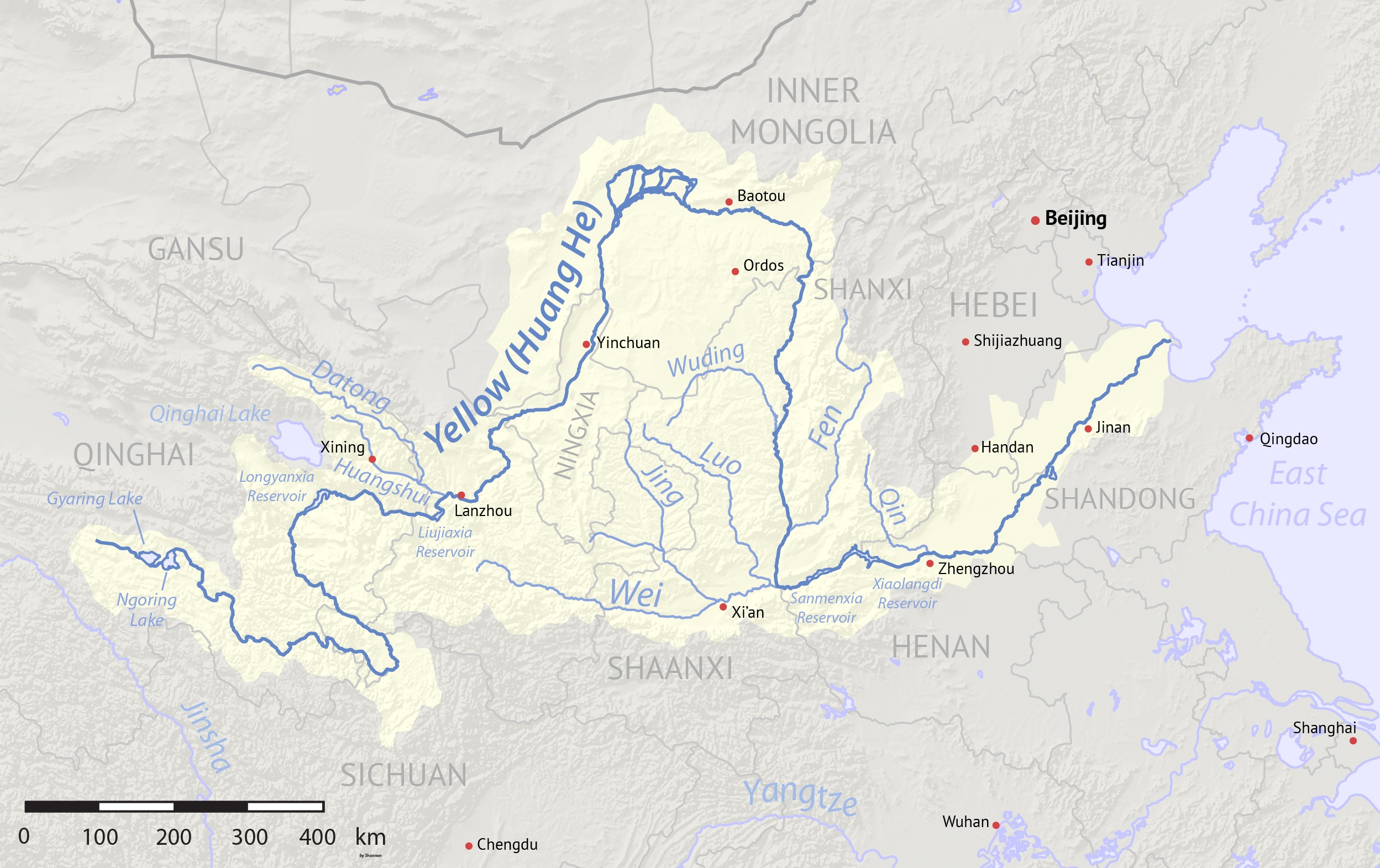
Lưu vực sông Hoàng Hà

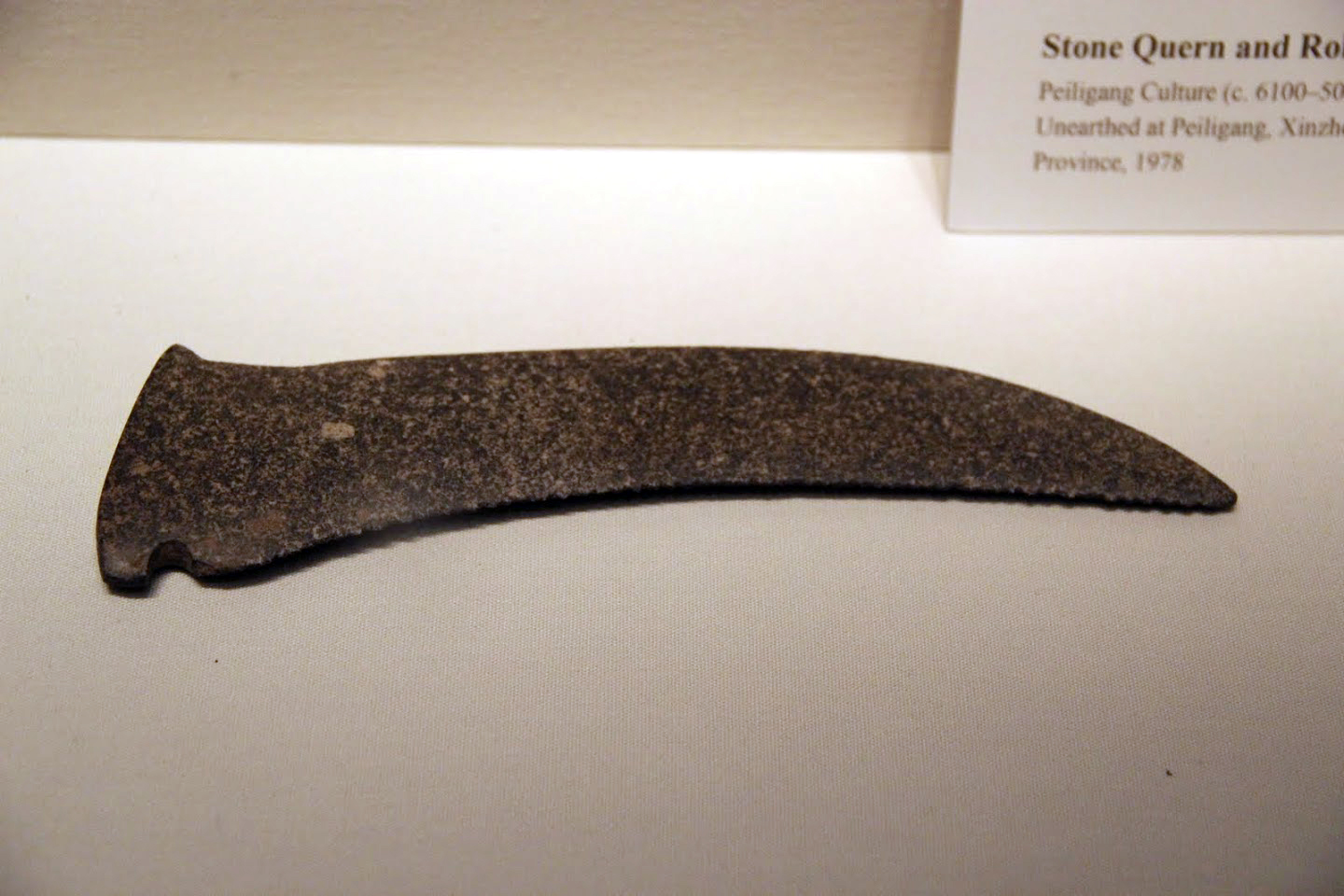
Lưỡi liềm đá, văn hóa Bùi Lý Cương (7000–5000 TCN)

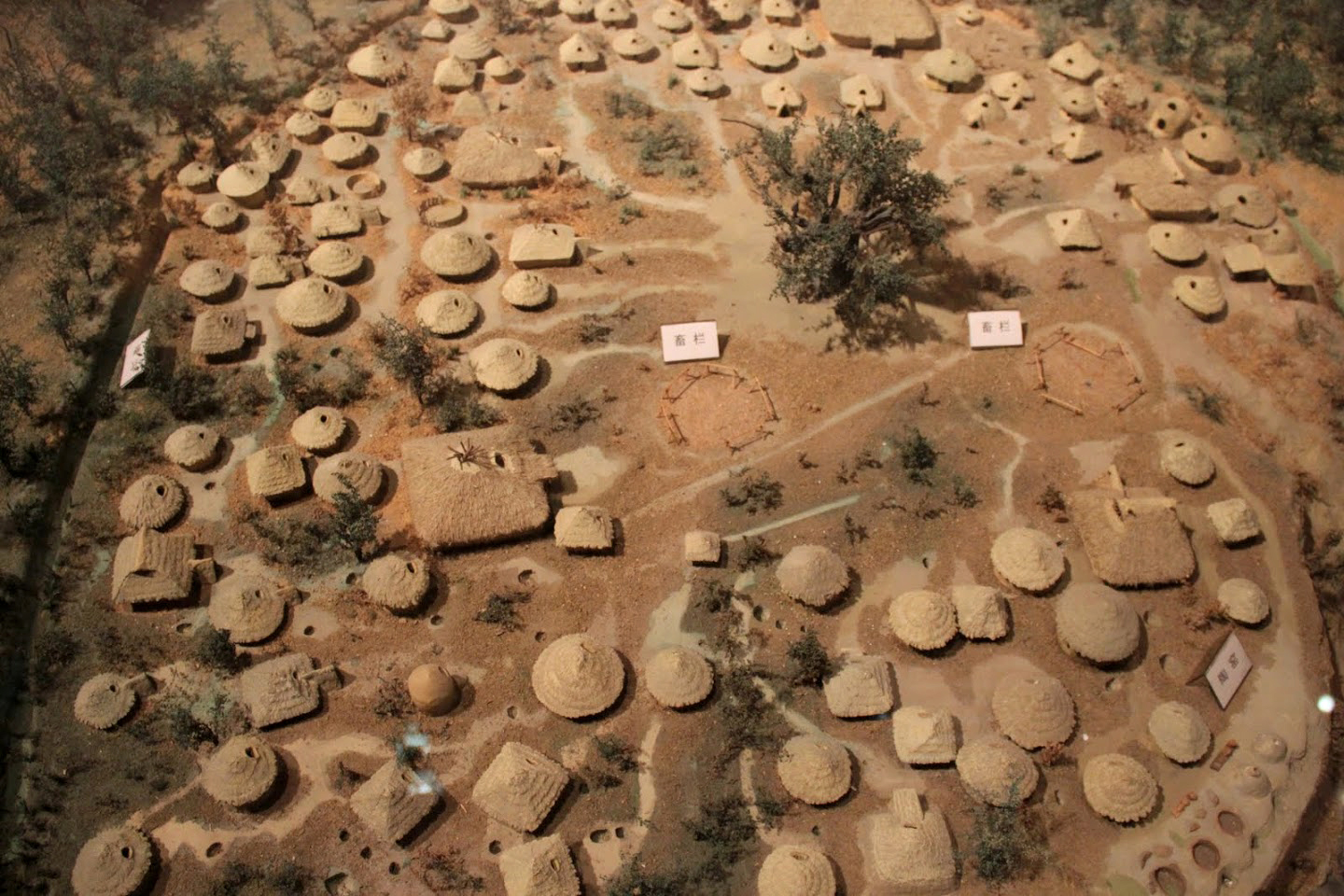
Mô hình làng văn hóa Dương Thiều (4800–2500 TCN)

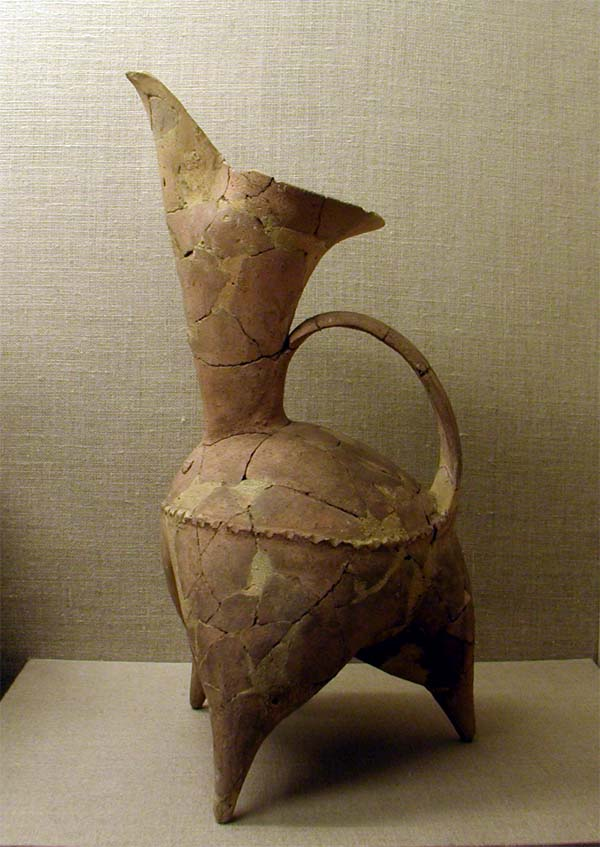
Đồ đựng của nền văn hóa Đại Vấn Khẩu (4300–2400 TCN)

Văn minh Hoàng Hà, còn gọi là nền văn minh lưu vực Hoàng Hà (tiếng Trung: 黃河文明), là một nền văn minh cổ đại của Trung Quốc từng phát triển thịnh vượng tại vùng trung và hạ lưu của sông Hoàng Hà.
Nông nghiệp đã bắt đầu trên vùng đồng bằng ngập lũ của con sông này, và chẳng bao lâu sau, nhờ vào việc kiểm soát lũ lụt và phát triển hệ thống tưới tiêu từ sông Hoàng Hà, các thành phố đã được hình thành và quyền lực chính trị được củng cố.
Là một trong "bốn nền văn minh lớn của thế giới cổ đại", nền văn minh này thường được đưa vào sách giáo khoa lịch sử Đông Á. Tuy nhiên, quan điểm chỉ công nhận riêng nền văn minh sông Hoàng Hà như là một trong bốn nền văn minh cổ đại lớn nhất thế giới nay đã trở nên lỗi thời, do sự phát hiện ra các nền văn hóa cổ khác ở Trung Quốc như văn minh Dương Tử và văn minh Liêu Hà.
Khu vực này từng là nơi phát triển của văn hóa Ngưỡng Thiều và văn hóa Long Sơn trong thời kỳ đồ đá mới, và sau đó tiến hóa thành văn hóa đồ đồng của các triều đại Thương và Chu.

## Văn hóa

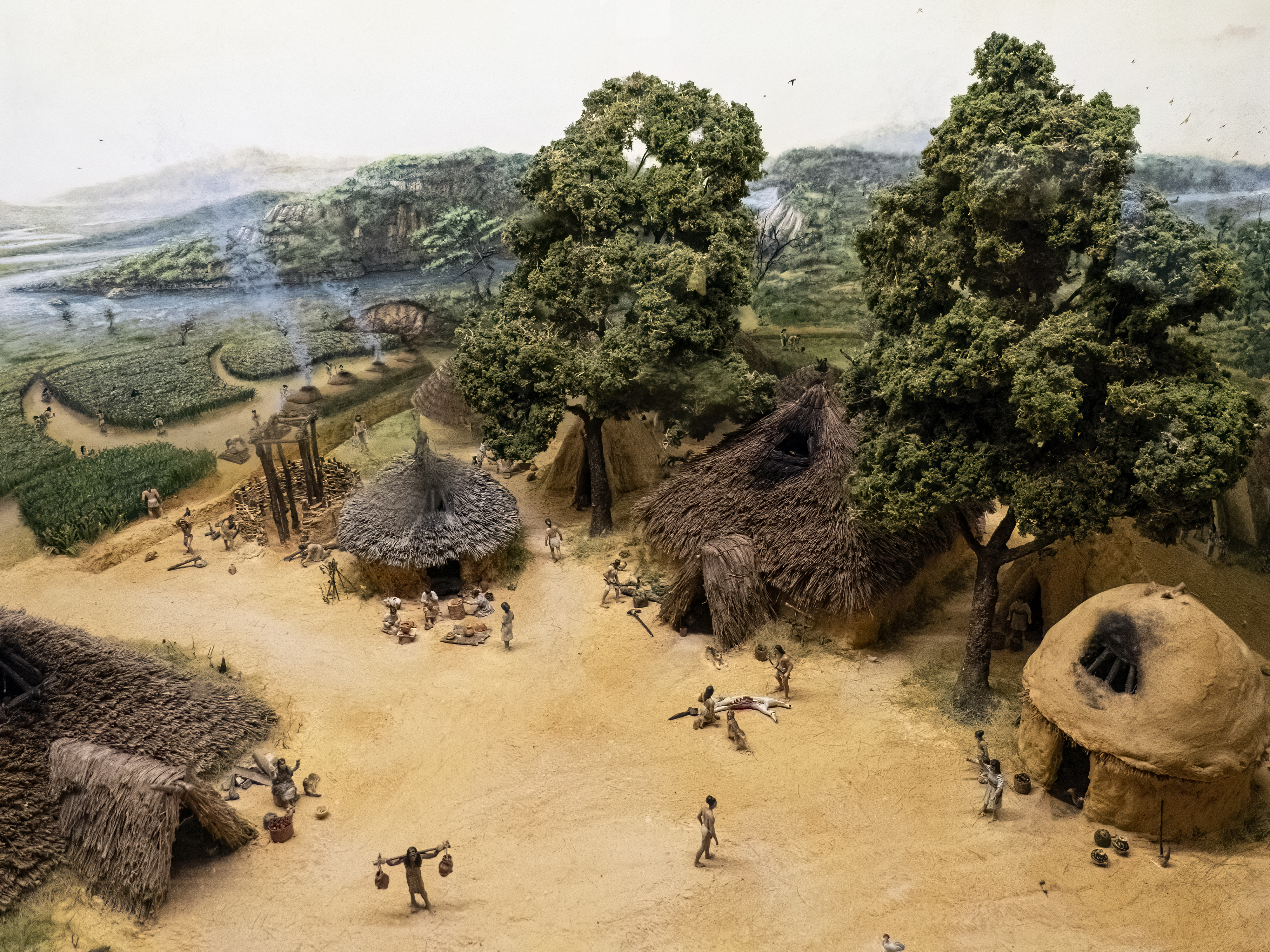
Mô hình khu định cư thời kỳ đồ đá mới giữa ở Thung lũng sông Hoàng Hà

- Nam Trang Đầu (có nhiều niên đại khác nhau cho sự bắt đầu và kết thúc, giữa năm 10600 trước Công nguyên và 7500 trước Công nguyên)
- Văn hóa Bùi Lý Cương (7000 TCN – 5000 TCN) [1]
- Văn hóa Từ Sơn (6500 TCN – 5000 TCN)
- Văn hóa Lão Quan Đài (6000 TCN – 5000 TCN)
- Văn hóa Bắc Tân (6000 TCN – 5000 TCN)
- Văn hóa Ngưỡng Thiều (5000 TCN – 3000 TCN)
- Văn hóa Đại Vấn Khẩu (4300 TCN – 2400 TCN)
- Văn hóa Long Sơn (3000 TCN – 1900 TCN)
- Văn hóa Thạch Mão (2300 TCN - 1800 TCN)
- Văn hóa Nhị Lý Đầu (2000 TCN – 1600 TCN)
- Văn hóa Nhị Liên Cương (1600 TCN – 1400 TCN)